# Namilamadeta
Namilamadeta — вимерлий рід травоїдних сумчастих з Австралії, розміром з собаку.